# Еберхард II фон Кибург
Еберхард II фон Хабсбург-Кибург (на немски: Eberhard II von Habsburg-Kyburg; * ок. 1299; † 17 април 1357) от род Хабсбург-Кибург (Ной-Кибург), е от 1322 г. граф на Кибург и ландграф в Бургундия.

## Биография
Той е вторият син на граф Хартман I фон Кибург († 29 март 1301) и съпругата му Елизабет фон Фрайбург († 13 октомври 1322), дъщеря на граф Егино II фон Фрайбург и Катарина фон Лихтенберг.
Еберхард II живее през 1316 г. в Болоня. През 1316/1323 г. е провост в Анзолдинген, през 1318 г. е каноник в Щрасбург и в катедралата на Кьолн. През 1322 г. Еберхард II става граф на Кибург и ландграф в Бургундия след смъртта на по-големия му брат брат Хартман II фон Хабсбург-Кибург († 31 октомври 1322), който е убит в замък Тун, Швейцария.

## Фамилия
Еберхард II фон Хабсбург-Кибург се жени между 30 ноември 1325 и 16 януари 1326 г. за Анастасия фон Зигнау († сл. 1382), дъщеря на Улрих фон Зигнау († сл. 1362) и Анастасия фон Бухег († сл. 1362). Те имат 11 деца:
- Еберхард III фон Кибург (* 1328; † 14 юли 1395, Базел), наследява 1357 г. баща си като граф на Кибург, приор в Анзолдинген (1333 – 1392), каноник в Щрасбург 1347/1387, каноник в катедралата Базел 1350, катедрален портиер в Страсбург 1366, приор в Золотурн (1368 – 1395)
- Хартман III фон Кибург († 29 март 1377), 1360 г. граф на Кибург, ландграф в Бургундия, женен пр. 16 ноември 1356 г. за графиня Анна фон Нойенбург-Нидау († сл. 1400)
- Егон I фон Кибург († сл. 1365), архдякон и постулат в Щрасбург 1365
- Еберхард IV 'Млади' фон Кибург († ок. 12 юли 1372), катедрален портиер в Щрасбург (1361 – 1366), 1371
- Йохан фон Кибург († юли 1391), катедрален приор в Щрасбург (1362 – 1387), архдякон в Базел (1381 – 1391)
- Берхтолд фон Кибург († сл. 3 август 1417), ландграф в Бургундия 1383, майор на Берн, жител на Берн 1406 г.
- Рудолф I фон Кибург († сл. 1404), тевтонски рицар 1404
- Конрад фон Кибург († 17 април 1402), тевтонски рицар 1375
- Сузана фон Кибург († сл. 30 ноември 1390), монахиня в Зекинген (1363 – 1390)
- Елизабет фон Кибург († сл. 1363), монахиня в Ешау 1363
- Маргарет фон Хабсбург († сл. 1381), омъжена 1362 г./сл. 14 юли 1363 г. за граф Емих VI фон Лайнинген-Хартенбург († 17 февруари 1381)